# Бережанская волость

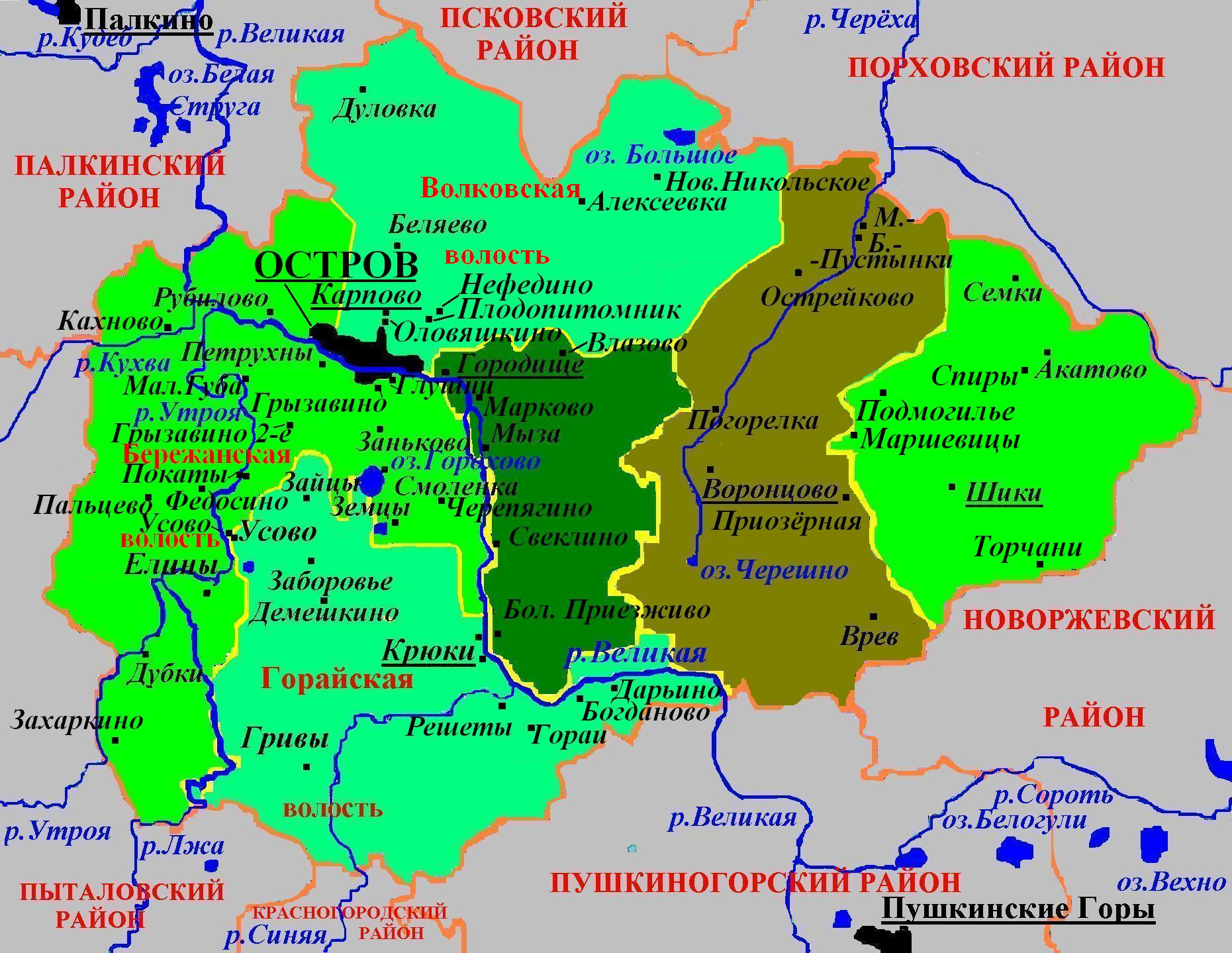
Административное деление Островского района в 2010-—2015

Бережанская волость — административно-территориальная единица 3-го уровня и муниципальное образование со статусом сельского поселения в Островском районе Псковской области России.
Административный центр — город Остров (который в волость не входит).

## География
Территория волости граничит на юге с Горайской, на востоке — с Островской волостью и городом  Остров Островского района, на юго-западе и западе — с Пыталовским районом, на севере — с Палкинским районом Псковской области.
На территории волости расположены озеро Гороховое (2,8 км², глубиной до 10 м), санаторий «Гороховое озеро», базы отдыха и общероссийский лыжный (спортивно-оздоровительный) центр «Юность».

## Население
| 2002  | 2010  | 2012  | 2013  | 2014  | 2015  | 2016  |
| ----- | ----- | ----- | ----- | ----- | ----- | ----- |
| 3363  | ↘2278 | ↗2284 | ↗2301 | ↘2216 | ↘2175 | ↘2078 |
| 2017  | 2018  | 2019  | 2020  | 2021  |       |       |
| ↘2055 | ↘1980 | ↘1888 | ↘1827 | ↘1754 |       |       |

## Населённые пункты
В состав Бережанской волости входят 123 населённых пункта (деревни):
| №   | Населённый пункт | Тип     | Население, чел. |
| --- | ---------------- | ------- | --------------- |
| 1   | Ан-Губа          | деревня | ↗10             |
| 2   | Анисимово        | деревня | ↘2              |
| 3   | Антуши           | деревня | ↘0              |
| 4   | Апанькино        | деревня | ↘3              |
| 5   | Баслаки          | деревня | →0              |
| 6   | Бередники        | деревня | ↘3              |
| 7   | Берёзка          | деревня | ↘7              |
| 8   | Бобыли           | деревня | →0              |
| 9   | Боровково        | деревня | ↗2              |
| 10  | Брюкаши          | деревня | ↘2              |
| 11  | Бурдино          | деревня | ↘2              |
| 12  | Ваньково         | деревня | →0              |
| 13  | Глушни           | деревня | ↘82             |
| 14  | Гнидино          | деревня | ↘3              |
| 15  | Гнилки           | деревня | ↘1              |
| 16  | Гольнево         | деревня | ↘5              |
| 17  | Горка            | деревня | →0              |
| 18  | Гороховое Озеро  | деревня | ↗17             |
| 19  | Грибали          | деревня | ↘2              |
| 20  | Грызавино-1      | деревня | ↘7              |
| 21  | Грызавино-2      | деревня | ↘94             |
| 22  | Грызавино        | деревня | ↘47             |
| 23  | Грязивец         | деревня | ↗7              |
| 24  | Дворняши         | деревня | ↘1              |
| 25  | Дубки            | деревня | ↘122            |
| 26  | Елагино          | деревня | ↘0              |
| 27  | Елагино          | деревня | ↘20             |
| 28  | Елины            | деревня | ↘131            |
| 29  | Жгутово          | деревня | ↘2              |
| 30  | Желавкино        | деревня | ↘7              |
| 31  | Жуки             | деревня | ↘8              |
| 32  | Задорожье        | деревня | ↗43             |
| 33  | Заньково         | деревня | ↘152            |
| 34  | Захаркино        | деревня | ↘76             |
| 35  | Земцы            | деревня | ↘7              |
| 36  | Зобы             | деревня | ↘6              |
| 37  | Зорино           | деревня | ↘1              |
| 38  | Ивахино          | деревня | ↘7              |
| 39  | Ивахново         | деревня | ↘22             |
| 40  | Икрово           | деревня | ↘7              |
| 41  | Калинино         | деревня | ↘1              |
| 42  | Калихово         | деревня | →0              |
| 43  | Калугино         | деревня | →0              |
| 44  | Кахново          | деревня | ↘125            |
| 45  | Кахново          | деревня | →0              |
| 46  | Кириллово        | деревня | →5              |
| 47  | Кожино           | деревня | ↘5              |
| 48  | Коломница        | деревня | ↘13             |
| 49  | Колотилы         | деревня | ↘12             |
| 50  | Коромыслово      | деревня | →0              |
| 51  | Крёхово          | деревня | →0              |
| 52  | Крешево          | деревня | ↘7              |
| 53  | Крюково          | деревня | ↘3              |
| 54  | Крюково          | деревня | →2              |
| 55  | Курташи          | деревня | →2              |
| 56  | Курцево          | деревня | ↘0              |
| 57  | Ларино           | деревня | ↗12             |
| 58  | Латышево         | деревня | →0              |
| 59  | Лябзы            | деревня | →1              |
| 60  | Малая Губа       | деревня | ↘130            |
| 61  | Малиновка        | деревня | ↘0              |
| 62  | Марково          | деревня | ↘1              |
| 63  | Марково          | деревня | ↘0              |
| 64  | Матюгино         | деревня | ↘25             |
| 65  | Махново          | деревня | ↘2              |
| 66  | Мерзляки         | деревня | →0              |
| 67  | Микузы           | деревня | ↗1              |
| 68  | Можаи            | деревня | ↘0              |
| 69  | Мочалово         | деревня | ↘0              |
| 70  | Новое Веретье    | деревня | ↘15             |
| 71  | Ногино           | деревня | ↘21             |
| 72  | Ортихово         | деревня | ↘7              |
| 73  | Пальцево         | деревня | ↘59             |
| 74  | Паршино          | деревня | ↘0              |
| 75  | Пезлово          | деревня | →0              |
| 76  | Перевоз          | деревня | ↘21             |
| 77  | Песково          | деревня | ↘18             |
| 78  | Петрухны         | деревня | ↘82             |
| 79  | Покаты           | деревня | ↗125            |
| 80  | Покаты           | деревня | ↘0              |
| 81  | Покровские       | деревня | ↘8              |
| 82  | Попово           | деревня | ↘1              |
| 83  | Порозы           | деревня | ↘7              |
| 84  | Пузыркино        | деревня | ↘6              |
| 85  | Пупорево         | деревня | ↘10             |
| 86  | Пустошка         | деревня | ↘0              |
| 87  | Рагозино         | деревня | ↘10             |
| 88  | Репинка          | деревня | →0              |
| 89  | Рецкие           | деревня | ↘14             |
| 90  | Рогово           | деревня | ↘1              |
| 91  | Рубеняты         | деревня | →16             |
| 92  | Рубилово         | деревня | ↘224            |
| 93  | Рудаки           | деревня | ↘0              |
| 94  | Рядобжа          | деревня | ↗34             |
| 95  | Сидоровские      | деревня | ↘3              |
| 96  | Сиполи           | деревня | →0              |
| 97  | Смоленка         | деревня | ↘11             |
| 98  | Сонино           | деревня | ↘0              |
| 99  | Стержнево        | деревня | ↗10             |
| 100 | Стрижково        | деревня | ↘2              |
| 101 | Татищево         | деревня | ↘24             |
| 102 | Тележники        | деревня | ↘24             |
| 103 | Тихоняты         | деревня | ↘13             |
| 104 | Тишино           | деревня | ↘21             |
| 105 | Толково          | деревня | ↘1              |
| 106 | Тонковидово      | деревня | ↘7              |
| 107 | Трошихино        | деревня | ↘16             |
| 108 | Трушки           | деревня | ↘1              |
| 109 | Усово            | деревня | →0              |
| 110 | Устье            | деревня | ↘0              |
| 111 | Федосино         | деревня | ↘43             |
| 112 | Фроленки         | деревня | ↘1              |
| 113 | Холматка         | деревня | ↘3              |
| 114 | Черепягино       | деревня | ↘83             |
| 115 | Шелгуны          | деревня | ↘0              |
| 116 | Шилово           | деревня | ↘2              |
| 117 | Шмыки            | деревня | →3              |
| 118 | Шолдино          | деревня | ↘0              |
| 119 | Юдино            | деревня | ↘14             |
| 120 | Юрино            | деревня | ↘10             |
| 121 | Юршино           | деревня | ↗6              |
| 122 | Юшково           | деревня | ↘17             |
| 123 | Ястребы          | деревня | ↘0              |

## История
Территория современной волости в 1927 году вошла в Островский район в виде ряда сельсоветов, в том числе Бережанского сельсовета.
Указом Президиума Верховного Совета РСФСР от 16 июня 1954 года в Бережанский сельсовет был включён Горбуновский сельсовет, Пустошинский — в Рубиловский сельсовет, Ульянцевский — в Пальцевский сельсовет, Кахновский — в Калининский сельсовет.
Постановлением Псковского областного Собрания депутатов от 26 января 1995 года все сельсоветы в Псковской области были переименованы в волости, в том числе Бережанский сельсовет был превращён в Бережанскую волость.
Постановлением Псковского областного собрания от 8 июля 1999 года Пальцевская волость (д. Федосино) была упразднена и включена в Бережанскую волость.
Законом Псковской области от 28 февраля 2005 года в границах Калининской (д. Рубилово) и Бережанской волостей было образовано муниципальное образование Бережанская волость со статусом сельского поселения с центром в деревне Карпово с 1 января 2006 года в составе муниципального образования Островский район со статусом муниципального района.
На референдуме 11 октября 2009 года было поддержано объединение Бережанской волости с соседней Рубиловской волостью (д. Дубки). Согласно Областному Закону № 984-ОЗ от 3 июня 2010 года и новой редакцией Областного Закона «Об установлении границ и статусе вновь образуемых муниципальных образований на территории Псковской области» Рубиловская волость была упразднена и включена в Бережанскую волость с центром в городе Остров, причём бывший волостной центр — деревня Карпово — был передан в состав соседней Волковской волости.